# Fresno de Sayago
Fresno de Sayago és un municipi de la província de Zamora a la comunitat autònoma de Castella i Lleó.

## Demografia
| 1991 | 1996 | 2001 | 2004 |
| ---- | ---- | ---- | ---- |
| 362  | 299  | 250  | 238  |